# Trachalys
Trachalys is een monotypisch geslacht van kevers uit de familie van de klopkevers (Anobiidae).

## Soort
- Trachalys modestus Solier, 1849